# Arizaleta
Arizaleta (en euskera Aritzaleta de manera cooficial) es un concejo español, situado en el municipio navarro del Valle de Yerri. En 2017 tenía 34 habitantes.

## Topónimo
El nombre es vasco y significa «lugar de los robles anchos», de (h)aritz «roble», zabal «ancho» y el sufijo -eta que indica lugar. 
Versiones del nombre en documentos antiguos: Aritçaleta (1268, NEN); Ariçaleta, Ariçalleta (1150, 1257, 1276, 1280, NEN); Arizçaleta (1275, NEN).

## Demografía
| 2010 | 2011 | 2012 | 2013 | 2014 | 2015 | 2016 | 2017 |
| ---- | ---- | ---- | ---- | ---- | ---- | ---- | ---- |
| 51   | 51   | 49   | 48   | 44   | 39   | 35   | 34   |

## Arte
- Iglesia de San Andrés.
- Ermita de San Miguel.

## Historia
En 1802 se describía situado en pendiente y rodeado de montes encinales, produciendo una cosecha de 1300 robos de cereal y 1000 cántaros de vino, con una población de 120 personas.

## Personajes ilustres
- Luciano Pérez Platero (1882 - 1963), Obispo de Segovia [1929 - 1944] y Arzobispo de Burgos [1944 - 1963].